# Liparis antarcticus
Liparis antarcticus és una espècie de peix pertanyent a la família dels lipàrids.

## Hàbitat
És un peix marí, demersal i de clima temperat.

## Distribució geogràfica
Es troba al Pacífic sud-oriental: Xile.

## Observacions
És inofensiu per als humans.